# Underhill (Wisconsin)
Underhill – miasto w Stanach Zjednoczonych, w stanie Wisconsin, w hrabstwie Oconto.